# Edikt von Nantes

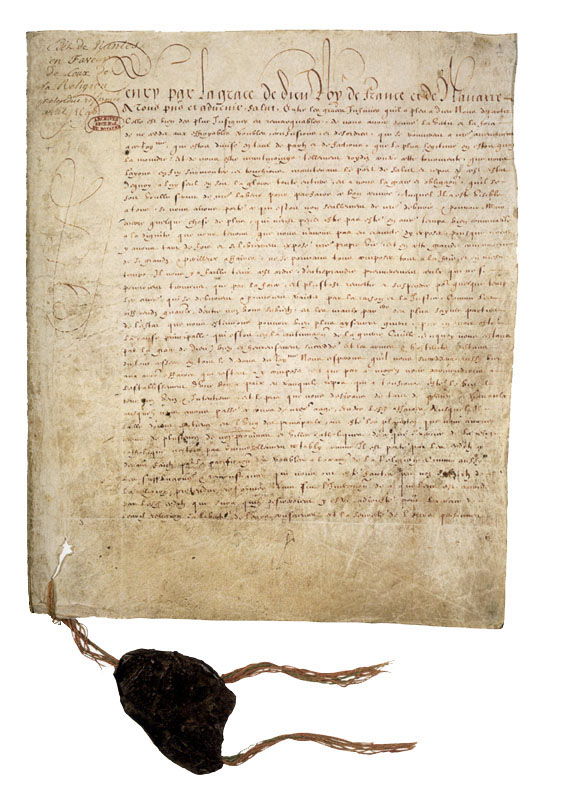
Das Edikt von Nantes

Das Edikt von Nantes (franz. Édit de Nantes) von 1598 gewährte den calvinistischen Protestanten (Hugenotten) im katholischen Frankreich religiöse Toleranz und volle Bürgerrechte, fixierte andererseits aber den Katholizismus als Staatsreligion. Damit setzte es vorübergehend einen Schlusspunkt hinter das Zeitalter der Religionskriege zwischen Hugenotten, Katholiken und dem Königtum (Hugenottenkriege).

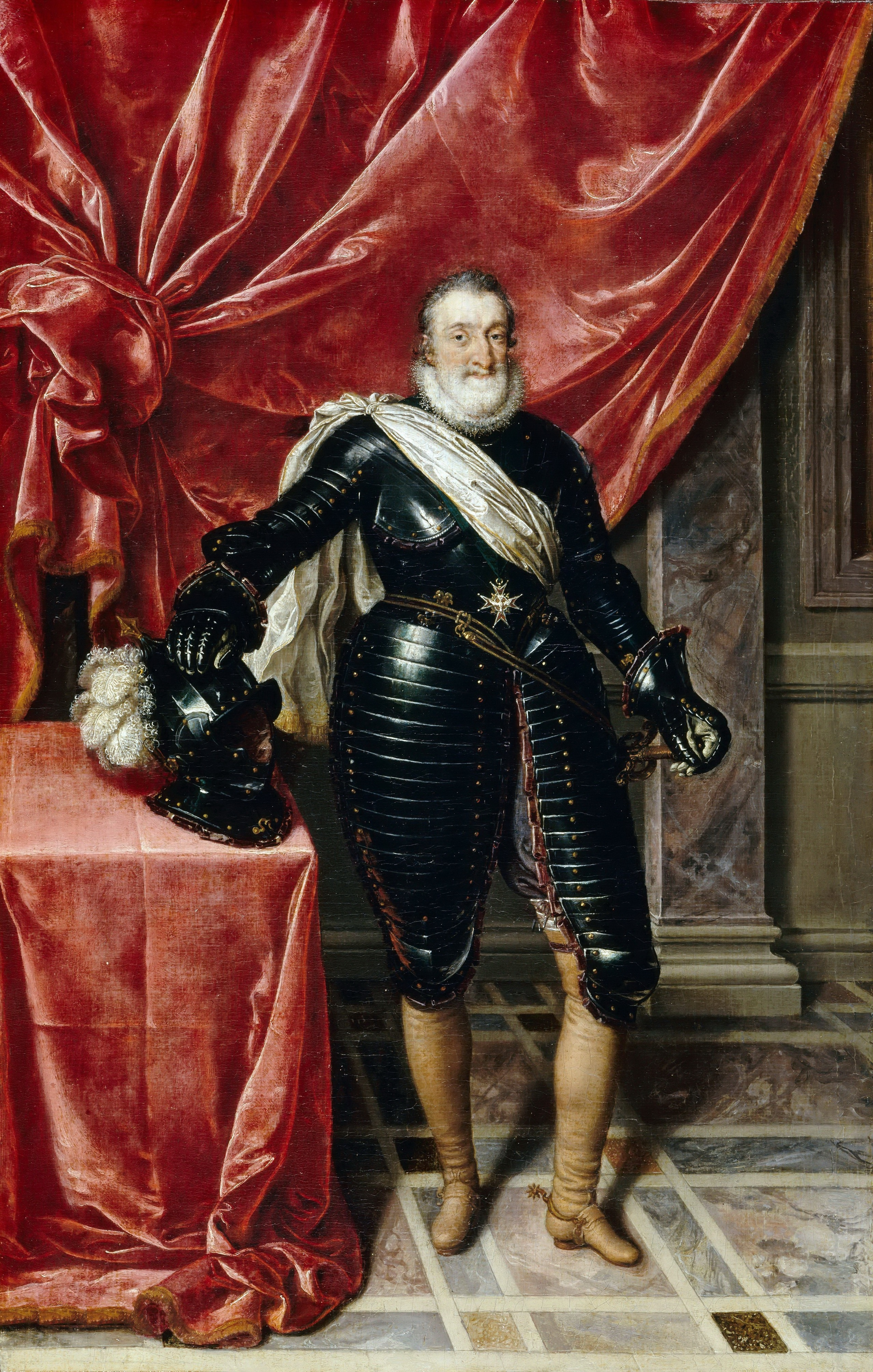
Henri IV de France dargestellt von Frans Pourbus le Jeune

Heinrich IV. (Heinrich von Navarra), der selbst nach seiner Thronbesteigung vom Protestantismus zum Katholizismus konvertiert war und nach seinem Sieg über die ihn bekämpfende Katholische Liga das Land zu befrieden versuchte, unterzeichnete das Edikt am 13. April 1598 in Nantes. Es gewährte den Calvinisten Gewissensfreiheit und die freie Religionsausübung in der Öffentlichkeit, ausgenommen in Paris und Umgebung sowie in Städten mit Bischofssitz oder königlichen Schlössern.
Adligen Hugenotten wurden nichtöffentliche Gottesdienste in ihren Häusern gestattet. Die Protestanten durften Kirchen (temples genannt) errichten, ihre Pastoren sollten vom Staat bezahlt werden und von bestimmten Verpflichtungen freigestellt sein. Das Edikt sicherte den Protestanten zugleich volle Bürgerrechte zu, z. B. das Recht, öffentliche Ämter zu bekleiden, und es etablierte am Parlement von Paris eine eigene Kammer, die Chambre de l’Édit, die Meinungsverschiedenheiten schlichten sollte, die sich aus unterschiedlichen Interpretationen seiner Bestimmungen ergeben könnten. Außerdem sollten die Protestanten diejenigen befestigten Städte, die sie im August 1597 in ihrer Macht gehabt hatten (rund 100), für weitere acht Jahre als places de sûreté behalten dürfen; die Stationierungskosten der Besatzungen sollten vom König gezahlt werden.
Das Edikt bestätigte zugleich den Katholizismus als Staatsreligion und stellte die Möglichkeit zur Ausübung der katholischen Religion überall dort wieder her, wo sie während der vorangegangenen Kriege unterbunden worden war. Faktisch machte es jede weitere Ausbreitung des Protestantismus in Frankreich unmöglich. Gleichwohl stemmten sich der Papst (Clemens VIII.), die katholische Priesterschaft und die Parlements in Frankreich gegen das Edikt; man suchte es so einengend wie möglich zu interpretieren.
Kardinal Richelieu seinerseits betrachtete die politischen Bestimmungen des Edikts als Gefahr für den absolutistischen Staat und annullierte sie 1629 stellenweise im Frieden von Alès.

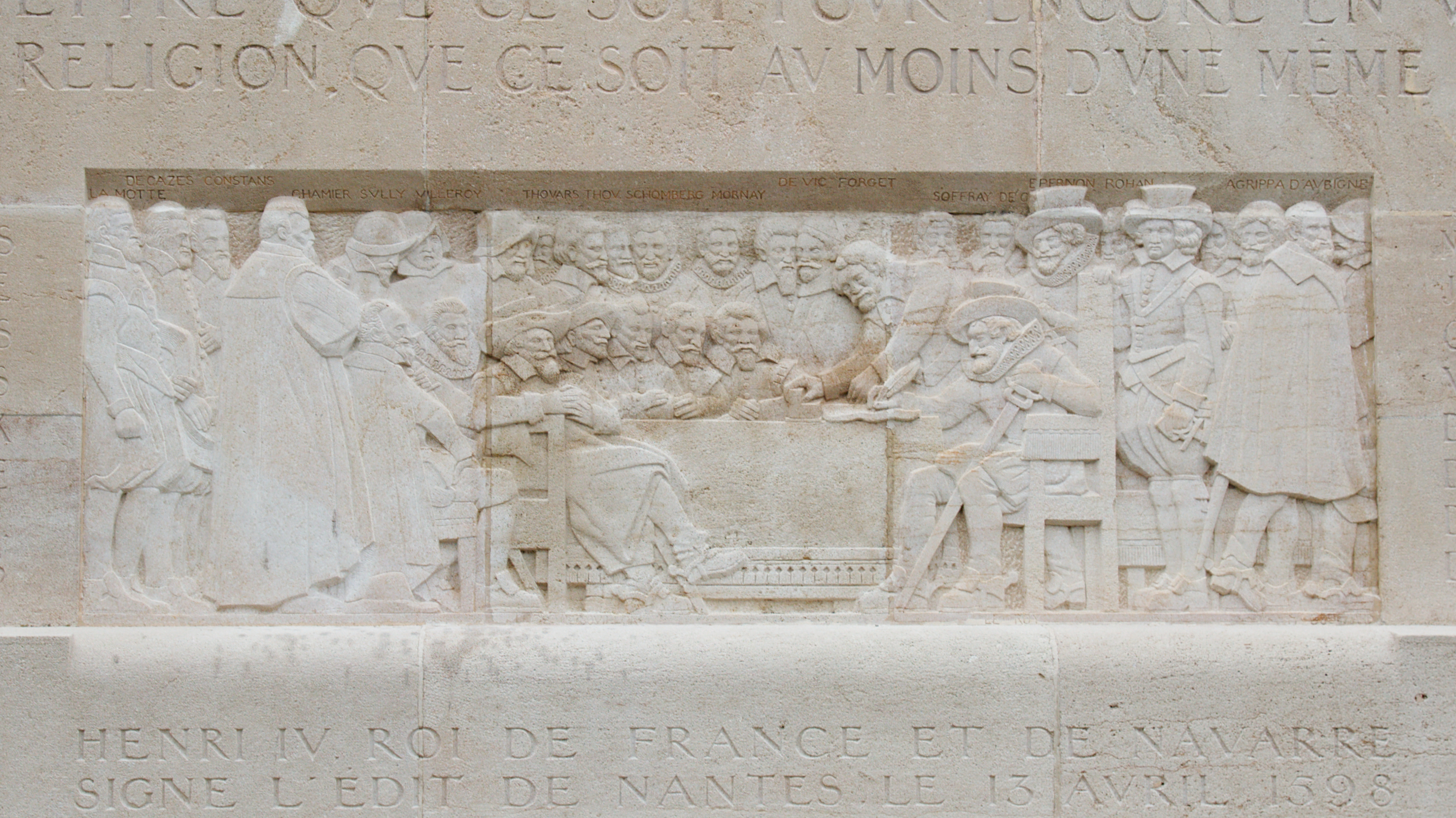
Unterzeichnung des Edikts dargestellt am Genfer Reformationsdenkmal

Am 18. Oktober 1685 widerrief König Ludwig XIV. das Edikt insgesamt im Edikt von Fontainebleau, Édit de Fontainebleau. Damit wurden die französischen Protestanten aller religiösen und bürgerlichen Rechte beraubt. Innerhalb weniger Monate flohen Hunderttausende, vor allem in die calvinistischen Gebiete der Niederlande, die calvinistischen Kantone der Schweiz und nach Preußen (Edikt von Potsdam).
Der Akt der Unterzeichnung des Edikts von Nantes ist auf einem Relief am Genfer Reformationsdenkmal dargestellt.